# Heaven
Heaven a fost o formație de muzică pop-dance din România, fondată în anul 2005 la Vaslui. Grupul s-a bucurat de succes odată cu lansarea discului single de debut, intitulat “Pentru totdeauna”, care a câștigat poziții înalte în clasamentele de specialitate. Primul album marca Heaven, care poartă numele O Parte Din Rai, a fost publicat în România anului 2006 prin intermediul casei de înregistrări Cat Music.
Deși Heaven obținuse notorietate în primii trei ani de activitate, Roxana Spoială părăsește grupul pe parcursul anului 2008 în favoarea unei cariere solo. La scurt timp ea a fost înlocuită de Aliana Roșca, iar în prezent formația înregistrează cel de-al doilea album de studio, care poartă numele So Lonely și va fi lansat la finele anului 2010.

## Istoria formației

### Începutul. Succesul comercial (2005 - 2008)
Formată în prima parte a anului 2005 în Vaslui de către Roxana Postelnicu împreună cu sora ei, Adina Postelnicu, și cu Roxana Spoială, formația Heaven a fost impresariată inițial de Radu Groza, care a facilitat semnarea unui contract de management cu casa de înregistrări Cat Music. Grupul a câștigat notorietate în România odată cu lansarea primului lor disc single, intitulat „Pentru totdeauna”, care a obținut poziții înalte în clasamentele de specialitate. La finele lui 2005 a început promovarea unui nou cântec, care poartă numele „Du-mă pe o stea” și a reușit să le aducă pe membrele Heaven în atenția publică. Albumul de debut al grupului, O Parte Din Rai a început să fie comercializat în primăvara anului 2006; fiind compilat sub egida Cat Music, discul conține cele două cântece promovate anterior, dar și câteva noi compoziții semnate de Gabi Huiban. Concomitent Heaven a lansat un nou disc single, intitulat „O Parte Din Rai”, care a beneficiat de un videoclip adiacent în valoare de 10.000 $. Ca răsplată pentru prestația muzicală și succesul obținut, formația a primit un premiu la categoria „Best New Act” (în lb. română – „Cel mai bun debut”) în cadrul premiilor Romanian Music Awards, ediția anului 2007.
În prima parte a anului 2007 trupa Heaven a colaborat cu formația americană de muzică pop No Mercy în vederea producerii unui nou disc single, intitulat „Let's Dance”.
La finele aceluiași an Heaven a primit un nou premiu MTV RMA, de această dată la categoria „Best Website” (în lb. română – „Cel mai bun website”). Pe parcursul anului 2008 apar treptat probleme de management, iar Roxana Spoială, una dintre membrele inițiale ale formației a abandonat proiectul în favoarea unei cariere solo,
adoptând numele de scenă Roxy  Rocks.
Simultan Heaven a renunțat la contractul pe care îl avea cu Radu Groza, respectiv Cat Music și a început promovarea unui nou cântec, intitulat „Kiss Me”..

### Activitatea recentă (2009 - 2012)
Spoială a fost ulterior înlocuită de Aliana Roșca, iar Heaven a început să colaboreze cu Costi Ioniță în vederea înregistrării unor noi materiale discografice. În martie 2012 a avut loc lansarea ultimului single, intitulat „Sexy Girl” care a fost compus de Alexandru Pelin Arhivat în 11 martie 2011, la Wayback Machine., Gabi Huiban Arhivat în 11 martie 2011, la Wayback Machine. și Deaconu Dan Andrei Arhivat în 11 martie 2011, la Wayback Machine. la orchestratie, toti, impreuna cu Mihai Postolache Arhivat în 11 martie 2011, la Wayback Machine., formand echipa Gala Records Arhivat în 21 septembrie 2010, la Wayback Machine. promovat sub egida companiei Heaven Artist Company); piesa a fost primită cu entuziasm atât de public, cât și de presa românească. Compoziția a activat în clasamentele de specialitate din Malta și Cipru în vara anului 2012, iar la scurt timp membrele Heaven au susținut câteva recitaluri în regiunea mediteraneană. Cel de-al doilea album Heaven, care poartă numele So Lonely, a fost lansat la finele anului 2012 , perioadă în care formația a concertat pentru diaspora română din SUA.

## Discografie

### Albume de studio
- O Parte Din Rai (2006)
- So Lonely (lansat în 2011)

### Discuri single
- „Pentru totdeauna” (2005)
- „Du-mă pe o stea” (2005)
- „O Parte Din Rai” (2006)
- „Let's Just Dance” feat. No Mercy (2007)
- „Kiss Me” (2008)
- „So Lonely” (2009)
- „Sexy Girl” feat. Glance (2010)
- „Dynamite” (2011)
- „Party” feat. Nonis G (2011)
- „Sunshine” (2012)

## Premii
| Anul | Gala                  | Premiul                                                    | Titlul compoziției premiate                                   | Rezultatul   | Note         |
| ---- | --------------------- | ---------------------------------------------------------- | ------------------------------------------------------------- | ------------ | ------------ |
| 2006 | Romanian Music Awards | Best New Act                                               | “Pentru totdeauna”                                            | Câștigat     | [ 4 ] [ 22 ] |
| 2007 | Romanian Top Hits     | Girls - The Best Hit                                       | “O Parte Din Rai”                                             | Nominalizare | [ 23 ]       |
| 2007 | Romanian Top Hits     | Favoritul publicului (votat de diaspora română din Torino) | —                                                             | Câștigat     | [ 24 ]       |
| 2007 | Romanian Music Awards | Best Website                                               | trupaheaven.com Arhivat în 25 iulie 2010, la Wayback Machine. | Câștigat     | [ 10 ]       |